# Salka
Salka es un municipio del distrito de Nové Zámky en la región de Nitra, Eslovaquia, con una población estimada a final del año 2024 de 983 habitantes.
Se encuentra ubicado al sur de la región, cerca de los ríos Nitra y Hron (cuenca hidrográfica del Danubio) y de la frontera con Hungría.

## Demografía
| Año        | 1994 | 2004    | 2014    | 2024    |
| ---------- | ---- | ------- | ------- | ------- |
| Población  | 1107 | 1059    | 1017    | 983     |
| Diferencia |      | −4,33 % | −3,96 % | −3,34 % |

| Año        | 2023 | 2024    |
| ---------- | ---- | ------- |
| Población  | 979  | 983     |
| Diferencia |      | +0,40 % |